# عثمانیه (هوپا)
عثمانیه (به لاتین: Osmaniye) یک منطقهٔ مسکونی در ترکیه است که در هوپا واقع شده‌است. عثمانیه ۴۱۱ نفر جمعیت دارد.